# Verena Eberhardt
Verena Eberhardt (St. Martin in der Wart, 6 de diciembre de 1994) es una deportista austríaca que compite en ciclismo en las modalidades de pista y ruta. En los Juegos Europeos de Minsk 2019 obtuvo una medalla de plata en la carrera por puntos.

## Medallero internacional
| Juegos Europeos | Juegos Europeos     | Juegos Europeos  | Juegos Europeos |
| Año             | Lugar               | Medalla          | Competición     |
| --------------- | ------------------- | ---------------- | --------------- |
| 2019            | Minsk (Bielorrusia) | Medalla de plata | Puntuación      |

## Palmarés
2021
- 2.ª en el Campeonato de Austria en Ruta